# Península de Tiburón

Mapa de Haití. La península de Tiburón es la que se ubica al sur en dirección oeste.

La península de Tiburón o El Tiburón (en francés: péninsule de Tiburon; y en criollo haitiano: penensil Tibiwon) es una península que abarca el sur de Haití. Esta se extiende al oeste en dirección a Jamaica. 
Cubre por completo cuatro de los diez departamentos de Haití: Grand'Anse, Nippes, el Departamento Sur y el Departamento Sudeste, y también abarca parte del Departamento Oeste.
Las ciudades más importantes son: Jacmel (con más de 170 000 habitantes), Les Cayes y Jérémie (con más de 120 000 habitantes cada una).

## Geografía

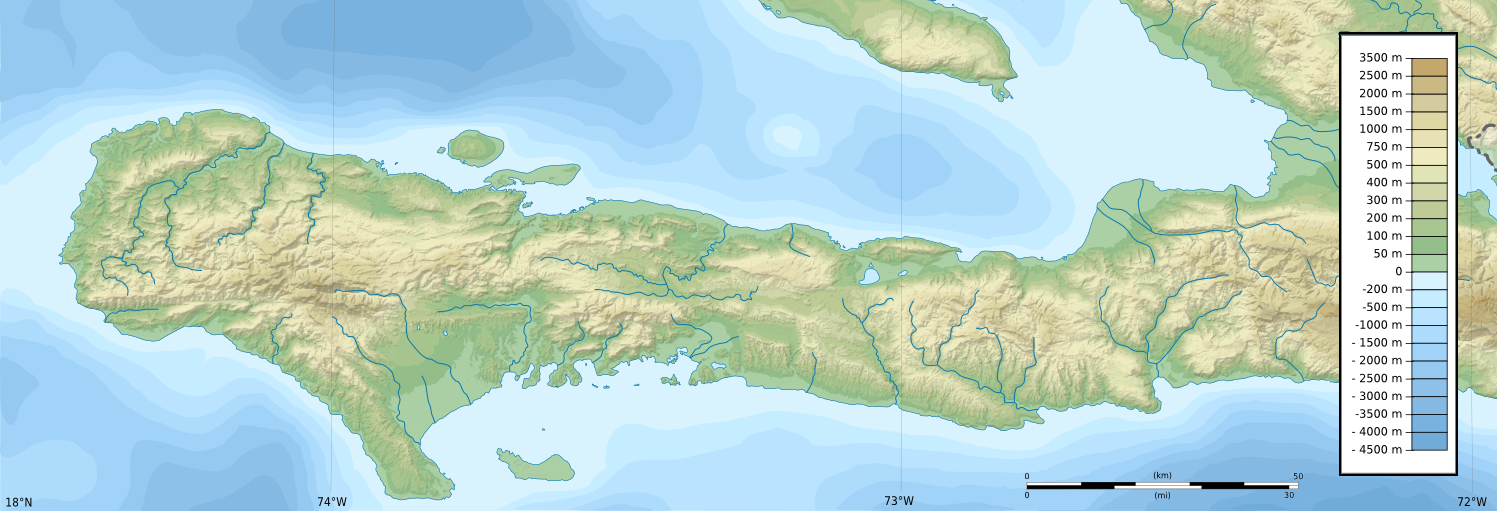
Mapa físico de la península de Tiburón.

La península abarca una extensión considerable dentro de la particular configuración de Haití, siendo con mucho su rasgo físico natural más notable.
Ocupa una estrecha extensión de tierra situada en el suroeste del país, con 250 km de largo y 60 km de ancho en promedio. Es el extremo más cercano de Haití a la isla de Jamaica, bordeando el golfo de Gonave por el sur.
El macizo de la Hotte (Massif de la Hotte) recorre la parte occidental de la península, y alberga el punto más alto de esta región con el pico Macaya de 2347 metros (el segundo en el país), ubicado en el Parque nacional de Macaya.
La Falla de Enriquillo-Plantain Garden, que corre paralela a esta península de oeste a este, marca en buena medida su configuración geomorfológica. 
- Datos: Q1372161
- Multimedia: Tiburon Peninsula, Haiti / Q1372161